# HADAG Air
HADAG Air Seebäderflug GmbH & Co. war eine von 1974 bis 1983 existierende deutsche Regionalfluggesellschaft mit Sitz in Hamburg.

## Geschichte
Im Frühjahr 1974 wurde die HADAG General Air Seebäderflug GmbH als Tochtergesellschaft von HADAG Seetouristik und Fährdienst gegründet, indem der Seebäderverkehr der unter Vergleichsverwaltung stehenden General Air mit seinen beiden de Havilland Canada DHC-6-300 Twin Otter übernommen wurde. Ab Dezember wurde der offizielle Name in HADAG Air geändert.
Aufgrund finanzieller Probleme im gesamten Konzern wurde HADAG Air im September 1983 verkauft und unter dem Namen Holiday Express weiter betrieben.

## Flugziele
Als Linienflüge wurden die Strecken von Hamburg nach Helgoland und Westerland (Sylt) beflogen. Darüber hinaus wurden Ad-hoc-Charterflüge durchgeführt. Im Jahr 1974 wurden die Flüge auch durch die General Air unter „General Air Seebäderflug“ vermarktet.

## Flotte
Beim Verkauf der Gesellschaft bestand die Flotte der HADAG Air aus drei Flugzeugen:
- 1 Piper PA-23-250 Aztec
- 2 de Havilland Canada DHC-6-300 Twin Otter.

Vorher waren noch je eine Cessna 340 und Swearingen SA226AT Merlin IV betrieben worden.